# Uppbo och Nedernora
Uppbo och Nedernora är en av SCB avgränsad och namnsatt småort i Säters kommun i Dalarnas län (Dalarna). Den omfattar bebyggelse i byarna Uppbo och Nedernora i Stora Skedvi distrikt (Stora Skedvi socken). 2015 hade SCB ändrat definitionen av småorter och orten uppfyllde inte längre kriterierna för småorter. Vid avgränsningen 2020 klassades bebyggelsen åter som en småort.
Tvärs över Dalälven från Uppbo och Nedernora ligger Fäggeby.